# Rolf Sogn Olsen
Rolf Sogn Olsen (* 19. September 1945) ist ein ehemaliger norwegischer Radrennfahrer.

## Sportliche Laufbahn
Sogn Olsen war im Straßenradsport aktiv. 1965 gewann er das Rennen Roserittet in seiner Heimat. 1966 startete er mit der Nationalmannschaft in der Internationalen Friedensfahrt und belegte den 75. Rang in der Gesamtwertung. 1970 beendete er die Rundfahrt nicht. Zweimal, 1964 und 1966, wurde er Dritter der nationalen Meisterschaft im Mannschaftszeitfahren mit seinem Team des Vereins „Sagene IF“.